# Jaklovce
Jaklovce jsou obec na Slovensku v okrese Gelnica.

## Historie
V roce 1282 dostal gelnický měšťan kníže Jekul za věrné služby králi Ladislavu IV. do dědičné držby rozsáhlý opuštěný les, nacházející se směrem na východ od Gelnice. O dva roky později dostal Jekul od Ladislava IV. další darovací listinu na les nacházející se pod Kojšovskou hoľou v okolí Kojšovského potoka. Tyto dva majetky tvořily jádro rodového majetku nového šlechtického rodu pánů z Jaklovců, jehož zakladatelem byl jmenován kníže Jekul, syn Mikuláše.
Centrem této domény se stalo místo na soutoku Hnilce a Kojšovského potoka, kde nechal Jekul ještě v 13. století postavit kostel a později i mlýn na řece Hnilec. Nová vesnice se poprvé v písemných pramenech vzpomíná 31. května 1328 pod názvem villa sancti Anthony (vesnice sv. Antonína), podle patrona místního kostela. Pod jménem villa Jekul (Jekulova vesnice) je poprvé uvedena v roce 1336. Jméno vesnice se později ustálilo v podobě villa Jekel nebo  Jekelfalva, případně mírných obměnách. Na rozsáhlé doméně pánů z Jaklovců vznikly v průběhu 14. století další vesnice: Margecany, Veľký Folkmar, Kojšov a Žakarovce.